# Hillbilly Jim
Jim Morris (Miami, 5 de julho de 1952), mais conhecido como Hillbilly Jim, é um lutador aposentado de luta profissional e disc jockey estadunidense. Ele foi um dos mais populares lutadores da World Wrestling Federation durante a metade da década de 1980.

## Outras mídias
Morris participou de diversas feiras de produtos, como Atlanta Super Sports Show, Video Software Dealer's Association e Focus on Video.
Ele fez um comercial para os caminhões Chevy no Kentucky. Ele também apareceu no desenho Hulk Hogan's Rock 'n' Wrestling, produzido pela DIC Enterprises.
Ele é um personagem do jogo WWE Smackdown! Here Comes the Pain, estando no plantel como uma "lenda".
Ele cantou "Don't Go Messing With A Country Boy" para o The Wrestling Album, que foi um disco de ouro. No álbum seguinte, Piledriver - The Wrestling Album 2, Hillbilly Jim cantou um dueto, com uma cantora creditada como Gertrude, chamado "Waking Up Alone".
Em 31 de agosto de 2009, Hillbilly Jim participou do podcast "Fantasy Focus", da ESPN, com Nate Ravitz e Keith Lipscomb.

## No wrestling
- Movimentos de finalização
  - Abraço de urso[3]
  - Running leg drop[1]

- Movimentos secundários
  - Big boot[1]

- Temas de entrada
  - "Don't Go Messin' with a Country Boy

## Títulos e prêmios
- Pro Wrestling Illustrated
  - PWI o colocou na #298ª posição dos 500 melhores lutadores individuais da história em 2003.